# I Got You (Bebe Rexha)
I Got You è un singolo della cantante statunitense Bebe Rexha, pubblicato il 28 ottobre 2016 come primo estratto dal secondo EP All Your Fault: Pt. 1.
Prodotto dal team Captain Cuts, è stato in seguito incluso nel primo album in studio Expectations.

## Descrizione
I Got You è stata scritta dalla stessa Bebe Rexha insieme a Ben Berger, Lauren Christy, Jacob Kasher, Ryan McMahon e Ryan Rabin. In un'intervista a iHeart Radio, la cantante ha commentato così il pezzo:
Si tratta di un brano pop suonato in chiave di La minore a tempo di novantotto battiti al minuto. All'inizio è stato pensato come secondo singolo dell'EP di Rexha All Your Fault: Pt. 1, preceduto dal primo singolo No Broken Hearts, tuttavia quest'ultimo è stato scartato dalla tracklist del progetto, rendendo I Got You il singolo apripista. Il 26 dicembre 2016 è stato pubblicato il remix del singolo realizzato dal trio Cheat Codes, mentre il 23 gennaio 2017 è stata pubblicata una versione acustica del brano. Inoltre, Rexha ha fatto un breve cameo nello speciale YouTube Red The Keys of Christmas, nel quale si esibisce con il brano.

## Video musicale
La cantante ha registrato un videoclip per la canzone, in seguito scartato a causa del suo contenuto esplicito. Ha rivelato in radio: "Era davvero troppo sessuale quindi dovevo liberarmene. Ho dei fan giovani, mi piace essere sexy perché sono una donna ora, ma voglio ancora essere un buon modello di comportamento." Successivamente, Bebe ha filmato in California un'altra versione in un'ambientazione desertica. Il video musicale, diretto da Dave Meyers, è stato pubblicato il 6 gennaio 2017 sul canale YouTube della cantante e da allora ha raggiunto oltre 240 milioni di visualizzazioni. Gli abiti che indossava nel video sono stati confrontati con Kylie Jenner da Billboard.

## Esibizioni dal vivo
Il singolo è stato eseguito per la prima volta agli MTV Europe Music Awards il 6 novembre 2016. Il 13 gennaio 2017 ha eseguito il brano insieme al suo singolo precedente In the Name of Love al Good Morning America. Il 16 gennaio 2017 si è esibita con il singolo al The Tonight Show Starring Jimmy Fallon, il 16 febbraio 2017 al Late Night with Seth Meyers, il 17 febbraio 2017 al Live with Kelly e il 22 febbraio 2017 insieme alla canzone Say My Name delle Destiny's Child al The Late Late Show with James Corden. Inoltre, Rexha si è esibita con il brano in diversi talent show, come The Voice of Holland e Idol.

## Successo commerciale
Negli Stati Uniti, I Got You ha debuttato alla 94ª posizione della Billboard Hot 100, diventando la prima canzone di Rexha come artista solista ad entrare in classifica. La settimana seguente, ha raggiunto la 63ª posizione, in seguito alla pubblicazione del video musicale. Ha raggiunto la sua massima posizione, la 43ª, nella sua settima settimana. Inoltre, il brano è entrato nelle classifiche di diversi Paesi, come Svezia, Bulgaria, Austria e Germania.

## Tracce
Download digitale
1. I Got You – 3:11

Download digitale (Cheat Codes remix)
1. I Got You (Cheat Codes remix) – 3:19

Download digitale (acoustic version)
1. I Got You (acoustic version) – 3:12

Download digitale (Remixes EP)
1. I Got You (Cheat Codes Remix) – 3:19
2. I Got You (Party Pupils Remix) – 3:11
3. I Got You (SNBRN Remix) – 3:18
4. I Got You (The White Panda Remix) – 3:09

## Classifiche
| Classifica (2016-17) | Posizione massima |
| -------------------- | ----------------- |
| Australia            | 73                |
| Austria              | 60                |
| Belgio (Fiandre)     | 14                |
| Belgio (Vallonia)    | 22                |
| Canada               | 38                |
| Germania             | 67                |
| Irlanda              | 67                |
| Italia               | 89                |
| Libano               | 17                |
| Paesi Bassi          | 60                |
| Portogallo           | 33                |
| Regno Unito          | 91                |
| Repubblica Ceca      | 28                |
| Stati Uniti          | 43                |
| Svezia               | 29                |
| Svizzera             | 60                |
| Ungheria             | 24                |